# (12500) Desngai
(12500) Desngai (1998 FB49) – planetoida z grupy pasa głównego asteroid okrążająca Słońce w ciągu 3,29 lat w średniej odległości 2,21 j.a. Odkryta 20 marca 1998 roku.